# Kraljevi Rusi
Kraljevi Rusi, kraljevi Rus'kog Kraljevstva ili staroruski kraljevi; vladari su Kijevske Rusi i Galičko-Volinjskog Kraljevstva koje je okrunio rimski papa. »Rus'« označava izvorno ime Kijevske Rusi, a u Ukrajini riječ je sinonim za Ukrajinu. Kulturna i crkvena povezanost srednjovjekovnog Kijeva, Ljviva (od 1256.) i Rima prethodi ideji i činu stvaranja Brestske crkvene unije.

## Povijesni značaj
Krunjenje staroruskih ili staroukrajinskih vladara ukazuje na vjersku i kulturnu povezanost srednjovjekovne države Kijevske Rusi i Galičko-Volinjskog Kraljevstva s crkvenom vlašću u Rimu, pa čak i nakon Crkvenog raskola 1054. godine. Ujedno ukazuje na kulturno-političku povezanost zapadne Ukrajine sa srednjoeuropskim vladarskim dinastijama.

## Popis kraljeva Rusi
Kraljevi Kijevske Rusi:
- Izjaslav Jaroslavyč (1042. – 1078.)
- Jaropolk Izjaslavyč (1078. – 1086.)

Kraljevi Galičko-volinjskog Kraljevstva:
- Danylo I. Romanovič (1253. – 1264.)[4]
- Lav I. Danylovyč (1269. – 1301.)
- Jurij I. Ljvovyč (1301. – 1308.)
- Lev II. (1308. – 1323.)
- Jurij II. Bolesław Trojdenovyč (1323. – 1340.)

Kraljevstvo Rusi-Ukrajine pod tuđim kraljevima:
- Kazimir III. Veliki (1340. – 1370.)
- Władysław II Opolczyk (1372. – 1378.)
- Ludovik I. Anžuvinac (1370. – 1382.)
- Marija I Anžuvinska (1382. – 1387.)
- Jadviga I Anžuvinska (1387. – 1399.)